# 新高町 (嘉義市)
新高町為台灣日治時期台南州嘉義市之行政區。「新高」源自台灣最高山「新高山」（現玉山）。

## 町內設施
- 北門驛（北門駅/現北門車站）
- 新高公學校（現林森國小）